# Tyrannochthonius simillimus
Tyrannochthonius simillimus är en spindeldjursart som beskrevs av Beier 1951. Tyrannochthonius simillimus ingår i släktet Tyrannochthonius och familjen käkklokrypare. Inga underarter finns listade i Catalogue of Life.